# Парламентские выборы в Словакии
Выборы в Национальный совет Словацкой Республики являются выборами депутатов высшего законодательного органа Словакии. Выборы являются всеобщими, прямыми, равными и тайными. Они проводятся раз в четыре года в один день (суббота). На выборах граждане избирают 150 членов — представителей политических партий (депутатов), избираемых по пропорциональной избирательной системе, в пределах одного избирательного округа (вся Словакия).

## Организация выборов
Избирательная система для этих выборов определена в Конституции Словацкой Республики в пункте 30 статьи. 3 и в Законе №. 180/2014 Zz. о выборах в Национальный совет Словацкой Республики.
Избирательный порог для прохождения партии в парламент составляет 5 % от общего числа действительных голосов выборщиков, поданных на выборах. Для коалиции, состоящей из двух или трех политических партий, он составляет 7 %, для коалиции, состоящей из 4 и более политических партий, — 10 %. В случае, если ни одно политическое образование не преодолело этот порог, порог будет снижен с 5 % до 4 %, с 7 % до 6 % и с 10 % до 9 %, чтобы обеспечить присутствие в парламенте как минимум для двух политических партий-кандидатов.
Избирательная формула, согласно которой распределяются парламентские мандаты, представляет собой метод наибольшего баланса с квотой Хагенбаха-Бишоффа, который является вариантом метода Д'Ондта.
Избиратели также могут проголосовать с помощью так называемой преференциального голоса. Избиратель может обвести в бюллетене четырех кандидатов, чтобы отдать им предпочтение. Кандидату достаточно набрать всего 3% от общего числа голосов его партии/коалиции, чтобы иметь приоритет над кандидатами, стоящими выше в списке.
Выборы тайные. Однако слепым избирателям приходится пользоваться помощниками, поскольку бюллетени для них не приспособлены. По закону они имеют право на помощь.

## Организационные изменения
Одним из изменений, внесенных в 2006 году, является введение так называемого избирательный залог в размере 16 596 евро (500 000 крон), который будет возвращен, если они наберут более 2 % поданных голосов. Текущая стоимость залога составляет 17 000 евро. Если политическое образование не внесет этот залог, оно не сможет участвовать в парламентских выборах. На выборах 2010 года залог девяти политических партий, не набравших двух процентов голосов, был аннулирован, в результате чего государство пополнило свой бюджет на 149 346 евро.

## Выборы по годам
| Выборы | Дата                    | Победившая партия                    | Лидер           | Голоса  | Мест      | Явка    | Премьер (срок)               |
| ------ | ----------------------- | ------------------------------------ | --------------- | ------- | --------- | ------- | ---------------------------- |
| 1994   | 30 сентября и 1 октября | Движение за демократическую Словакию | Владимир Мечьяр | 34,97 % | 61 из 150 | 75,65 % | Владимир Мечьяр (1994—1998)  |
| 1998   | 25—26 сентября          | Движение за демократическую Словакию | Владимир Мечьяр | 27,00 % | 43 из 150 | 84,25 % | Микулаш Дзуринда (1998—2002) |
| 2002   | 20—21 сентября          | Народная партия — ДЗДС               | Владимир Мечьяр | 19,50 % | 36 из 150 | 70,07 % | Микулаш Дзуринда (2002—2006) |
| 2006   | 17 июня                 | Курс — социальная демократия         | Роберт Фицо     | 29,14 % | 50 из 150 | 54,67 % | Роберт Фицо (2006—2010)      |
| 2010   | 12 июня                 | Курс — социальная демократия         | Роберт Фицо     | 34,80 % | 62 из 150 | 58,65 % | Ивета Радичова (2010—2012)   |
| 2012   | 10 марта                | Курс — социальная демократия         | Роберт Фицо     | 44,42 % | 83 из 150 | 58,90 % | Роберт Фицо (2012—2016)      |
| 2016   | 5 марта                 | Курс — социальная демократия         | Роберт Фицо     | 28,28 % | 49 из 150 | 59,38 % | Роберт Фицо (2016—2018)      |
| 2020   | 29 февраля              | Обычные люди (партия)                | Игор Матович    | 25,03 % | 53 из 150 | 65,75 % | Игор Матович (2020—2021)     |
| 2023   | 30 сентября             | Курс — социальная демократия         | Роберт Фицо     | 22,95 % | 42 из 150 | 46,2 %  | не определён                 |

1. ↑  Движение за демократическую Словакию сформировала коалицию с Ассоциацией рабочих Словакии[словац.] и Словацкой национальной партией.
2. ↑  Несмотря на то, что по итогам выборов Движение за демократическую Словакию набрало голосов больше, чем любая другая партия, правящей стала Словацкая демократическая коалиция[словац.] во главе с Микулашом Дзуринда, которая сформировала коалиционное правительство вместе с Партией демократических левых, Партией венгерской коалиции и Партией гражданского взаимопонимания[словац.].
3. ↑  Несмотря на то, что по итогам выборов Движение за демократическую Словакию набрало голосов больше, чем любая другая партия, к власти пришёл Словацкий демократический и христианский союз во главе с Микулашом Дзуринда, который сформировал коалиционное правительство вместе с Партией венгерской коалиции, Христианско-демократическим движением и Альянс новых граждан[словац.].
4. ↑  По итогам выборов правящую коалицию сформировали левоцентристская партия «Курс — социальная демократия», популистская Народная партия — Движение за демократическую Словакию и националистическая Словацкая национальная партия.
5. ↑  Действующий премьер-министр Роберт Фицо, чья партия набрала голосов больше, чем любая другая, не смог сформировать коалиционное правительство и подал в отставку. Новым премьер-министром стала Ивета Радичова (СДХС — ДП), которую также поддержали «Свобода и солидарность», Христианско-демократическое движение и венгерская партия «Мост».
6. ↑  Досрочные выборы, состоявшиеся после того как СДХС — ДП ради ратифицикации договора о Европейском фонде финансовой стабильности пришлось заручиться поддержкой партии «Курс — социальная демократия» в обмен на проведение досрочных выборов.
7. ↑  Получив 55 % мест в Национальном совете победившая партия («Курс — социальная демократия») впервые в истории Словакии смогла сформировать правительство самостоятельно, без создания коалиции.
8. ↑  По итогам выборов правящую коалицию сформировали партия «Курс — социальная демократия», Словацкая национальная партия, партия «Мост» и партия «Сеть».
9. ↑  По итогам выборов правящую коалицию сформировали партии «Обычные люди и независимые личности», «Мы — семья», «Свобода и солидарность» и «За народ[словац.]».
10. ↑  По итогам выборов правящую коалицию сформировали партии «Курс — социальная демократия», «Голос — социальная демократия» и Словацкая национальная партия.